# La Noë-Poulain
 La Noë-Poulain  là một xã thuộc tỉnh Eure trong vùng Normandie miền bắc nước Pháp.